# Архіпелаг (вілаєт)
40°09′21″ пн. ш. 26°24′49″ сх. д. / 40.155833333333° пн. ш. 26.413611111111° сх. д.
Вілаєт Джезаір-і Бахр-і Сефід вілаєт Островів Егейського моря) або Вілаєт Архіпелага(осман. ولايت جزائر بحر سفيد) — вілаєт Османської імперії, що охоплював острови Егейського моря, Кіпр та протоку Дарданелли. Утворений 1867 року замість еялету Архіпелагу. У 1900 році мав площу 12,850 км². Припинив існування за підсумками Першої Балканської війни 1913 року.

## Історія
У 1867 році в рамках реформ часів Танзимату еялет Архіпелаг було перетворено на вілаєт Архіпелаг. В його складі залишилися острови північної та східної частини Егейського моря, зокрема Лемнос, Лесбос, Хіос, Самос та Родос. Головним містом стала Чанаккале. Але острів Тасос перебував у приватній вланості хедивів Єгипту.
З 1868 року підпорядкувався острів Кіпр, де була ліквідована автономія (мутасаррифат). Але вже 1870 року мутассарифат Кіпру відновлено. У 1878 році його було окуповано Великою Британією (офіційно анексовано у 1914 році).
У 1876 році санджак Біга було передано до Стамбульського вілаєту. Тому адміністративний центр було перенесено до міста Родос. У 1880 році його переведено до Хіосу, але у 1888 році повернуто до Родосу. У 1908 році внаслідок Молодотурецької революції острів Тасос було повернуто під владу султана та передано до складу вілаєту.
В результаті італо-турецької війни 1911—1912 років було втрачено острови Додеканес, а у 1913 році після поразки у Першій Балканській війні греки захопили всі острови вілаєту Архіпелаг. В результаті ця провінція була ліквідована. Лише у 1923 році за умовами Лозаннського мирного договору вже турецька республіка зуміла повернути острови Імброс та Тенедос.

## Структура
У 1867 році складалася з 5 санджаків: Біга, Родос, Міділлі (Лесбос), Сакіз (Хіос), Лемнос. У 1868 році додався санджак Кіпр. У 1877 році передано санджак Біга до вілаєту Стамбул. У 1912 році перестав існувати санджак Родос.

### Очільники
- Ес-Саїд Мехмед Емін-ефенді (1817—1821)
- Муса Саферті Паша, (1849)
- Мехмед Рагиб Паша Серпень (1849—1851)
- Дамат Гюргу Халіл Рифат Паша, (1851—1852)
- Ісмаїл Рахмі Паша (1852—1855)
- Махмуд Хамді Паша, (1855—1856)
- Ахмед Паша Кайсеріли (1857)
- Саліх Вамік Паша (1857—1859)
- Ахмед Паша Кайсеріли (1859—1860)
- Осман Рашид Паша (1863—1864)
- Мехмед Семаледдін Паша (1864—1866)
- Гусейн Гісню Паша, (1866—1867)
- Ахмед Паша Кайсеріли (1867—1873)
- Мехмед Назіф Паша (1873)
- Омер Февзі Паша, (1873—1874)
- Моралі Ібрагім Халіл Паша (1874—1877)
- Сава Паша, (1877—1878)
- Мехмед Садик Паша (1878—1881)
- Мехмед Саїд Паша Сулейманієлі (1881—1882)
- Рашид Надіс Паша, (1882—1883)
- Мехмед Назіф Паша (1883—1884)
- Ісмаїл Паша (1884—1885)
- Абдулла Галіб Паша, (1885—1886)
- Мехмед Акіф Паша (1886—1893)
- Абідін Паша, (1893—1906)
- Гусейн Назім Паша, (1906—1908)
- Алі Екрем-бей (1908—1910)
- Ібрагім Селім Суса-ефенді, (1910—1911)
- Алі Екрем-бей, (1912)
- Алі Субх-бей (1911—1912)

## Населення
У 1906 році відповідно до перепису в вілаєті мешкало 364 223 особи, з яких 316 842 були греками, 37 601 — турками, 4762 — жидами. Також тут перебували албанці, французи, англійці та інші європейці.

## Економіка
Основу становило садівництво, вирощувалися різноманітні фрукти та цитрусові. Також було розвинено рибальство та землеробство. На островах вирощували пшеницю, особливо був відомим лесбоський сорт. Вілаєт був постачальником на внутрішній та зовнішній ринки оливок та оливкової олії. Проте постійні конфлікти в області не сприяли запровадженню нових виробництв, будівництву фабрик.